# Grospierres

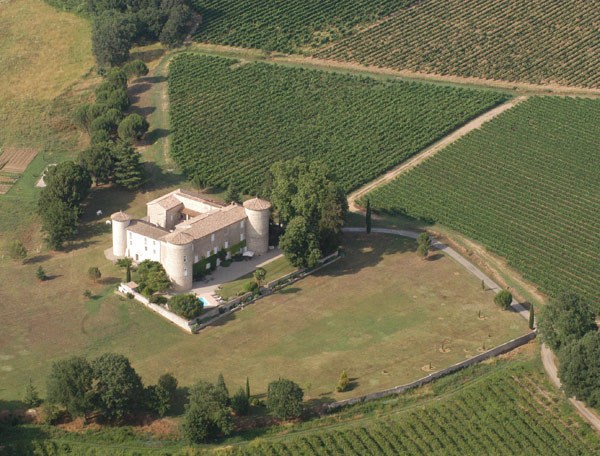
Zamek Selve z XIII w. (2009)

Grospierres – miejscowość i gmina we Francji, w regionie Owernia-Rodan-Alpy, w departamencie Ardèche.
Według danych na rok 1990 gminę zamieszkiwało 507 osób, a gęstość zaludnienia wynosiła 19 osób/km² (wśród 2880 gmin regionu Rodan-Alpy Grospierres plasuje się na 1140. miejscu pod względem liczby ludności, natomiast pod względem powierzchni na miejscu 295.).